# Znikający autostopowicz
Znikający autostopowicz – miejska legenda o człowieku jadącym samochodem, który spotyka tajemniczego autostopowicza. Gdy tylko dojeżdża do wskazanego przez nieznajomego miejsca, okazuje się, iż ten znikł bez śladu.
Opowieść ta stała się znana po publikacji książki The Vanishing Hitchhiker autorstwa Jana Harolda Brunvanda w roku 1981, która pomogła w rozwoju publicznej świadomości na temat miejskich legend.